# Deník ČST
Deník ČST (slovensky Denník ČST) byla hlavní zpravodajská relace Československé televize mezi léty 1990 a 1992 (v době ČSFR), která nahradila relaci Televizní noviny.

## Historie
Poprvé se Deník ČST vysílal 30. dubna 1990 na I. programu ČST. Úvodní slovo patřilo šéfredaktorovi Ústřední redakce televizních novin Petrovi Krulovi a zbytek relace moderoval Petr Studenovský. Od 3. září 1990 se Deník ČST začal vysílat na programu F1, který nahradil I. program ČST. Se zánikem ČSFR a programu F1 zanikla i relace Deník ČST, kterou v České republice nahradila relace Události a na Slovensku relace Aktuality STV. Poslední Deník ČST byl odvysílán 30. prosince 1992.

## Moderátoři

### Čeští moderátoři
- Přemysl Čech
- Pavel Dumbrovský
- Jiří Janeček
- Eva Jurinová
- Petr Studenovský
- Milan Šíma
- Ladislav Špaček
- Mirka Všetečková
- Pavel Zuna

### Slovenští moderátoři
- Martina Balážová
- Andrea Bugošová
- Svetozár Košický
- Milan Sedláček
- Peter Zemaník